# ريوديوتس دي لا سيلفا
بلدية ريوديوتس دي لا سيلفا (بالإسبانية: Riudellots de la Selva) هي بلدية تقع في مقاطعة جرندة التابعة لمنطقة كتالونيا شمال شرق إسبانيا.

## الديموغرافيا
بلغ عدد سكان بلدية ريوديوتس دي لا سيلفا 2.022 نسمة عام 2011 (وفقاً للمعهد الوطني الإسباني للإحصاء).
| 1.465 | 1.509 | 1.597 | 1.775 | 1.877 | 1.984 | 2.022 |